# Хофелд (Ајфел)
Хофелд (њем. Hoffeld) општина је у њемачкој савезној држави Рајна-Палатинат. Једно је од 74 општинска средишта округа Арвајлер. Према процјени из 2010. у општини је живјело 307 становника. Посједује регионалну шифру (AGS) 7131030.

## Географски и демографски подаци
Хофелд се налази у савезној држави Рајна-Палатинат у округу Арвајлер. Општина се налази на надморској висини од 400 метара. Површина општине износи 5,2 km². У самом мјесту је, према процјени из 2010. године, живјело 307 становника. Просјечна густина становништва износи 60 становника/km².